# Karanis
Karanis (koiné: Καρανίς), ubicada en lo que ahora es Kom Oshim, fue una ciudad agrícola en el reino Ptolemaico, ubicada en la esquina noreste del Fayún, en Egipto.
Fue una de varias ciudades establecidas en el nombre de Arsinoite bajo Ptolomeo II Filadelfo como parte de un plan para asentar mercenarios griegos entre los egipcios y explotar la posible cuenca fértil del Fayún.

## Templo Sur
Los primeros orígenes arqueológicos se encuentran en el Templo Sur y se remontan al siglo I a. C. Es a partir de este punto que la ciudad se expandió hacia el norte cuando Augusto, habiendo conquistado Egipto y reconociendo también el potencial agrícola de Fayún, envió trabajadores para limpiar los canales y restaurar los diques que habían caído en declive, devolviendo la productividad al área. Luego se construyó un templo de estilo romano sobre los cimientos del antiguo templo a principios del siglo I d. C. Durante este período de reconstrucción, también se construyó un Templo Norte más pequeño, de estilo más egipcio. El Templo Sur estaba dedicado a los dioses cocodrilos locales, Pnepheros y Petesouchos, pero no hay una dedicación clara en el Templo Norte.

## Condiciones en la ciudad
Las ciudades de Fayún fueron colonizadas por veteranos romanos después de que Augusto conquistó Egipto, aunque la pequeña cantidad de papiros en latín encontrados en Karanis (solo dos) y la abrumadora cantidad de papiros griegos de o sobre estos veteranos de este período sugieren que estos nuevos soldados pueden no haber sido culturalmente romanos, sino griegos, o al menos del imperio oriental. La paz y la estabilidad política traídas por Augusto y mantenidas con vida por sus sucesores, significaron prosperidad para generaciones de terratenientes en Karanis hasta bien entrado el siglo II.
A finales del siglo II, y de nuevo en el segundo cuarto del siglo III, hubo recesiones notables que reflejaron las dificultades experimentadas por el imperio en general; varias casas se habían derrumbado hacia finales del siglo III, y el la ciudad fue completamente abandonada a principios del siglo V. Las condiciones secas en las que Karanis quedó terminaron siendo las más adecuadas para la conservación de papiros, y es por esto que Karanis es más conocida por los arqueólogos modernos.

## Papiros

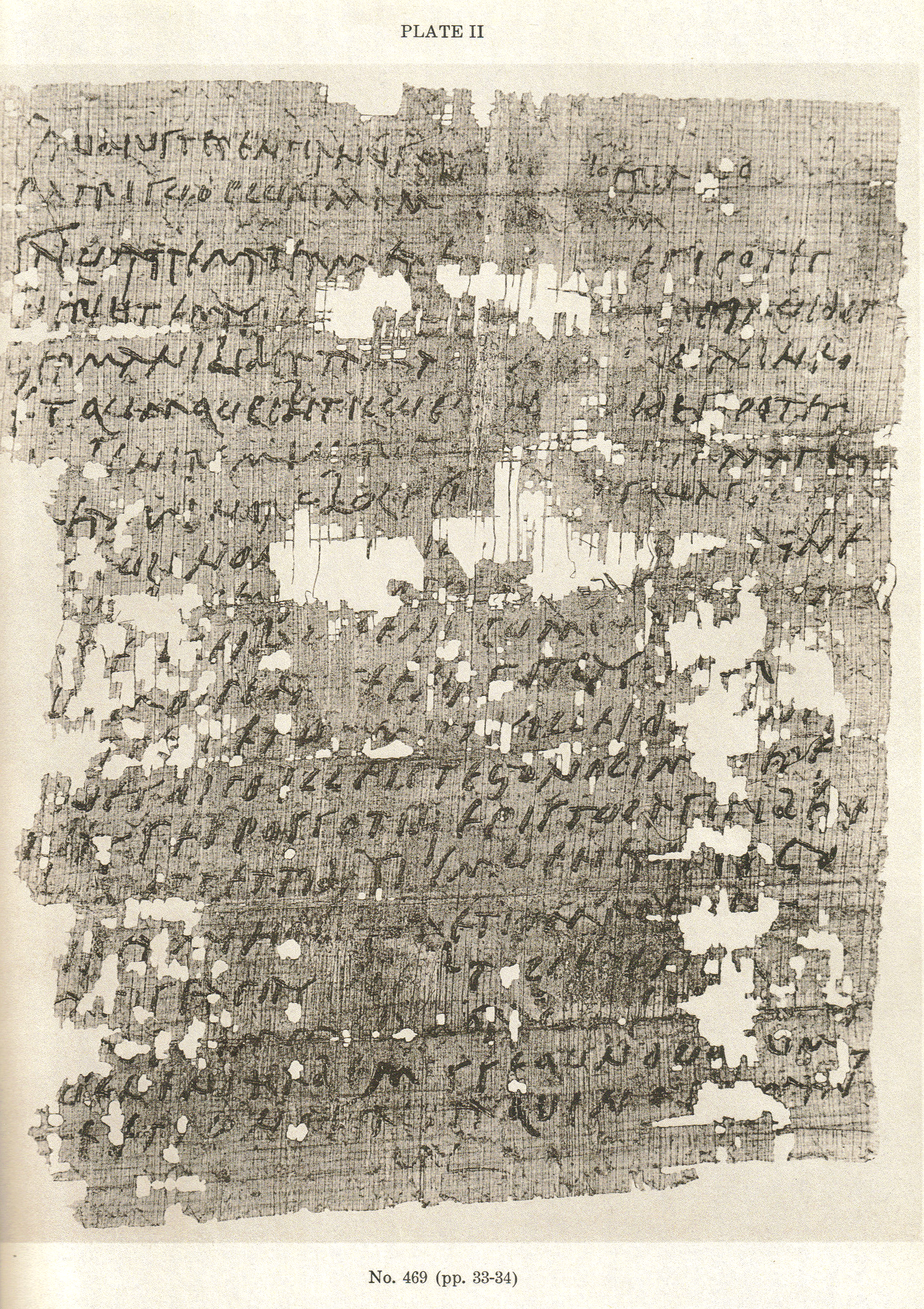
Carta de Terenciano a Tiberiano, Tiberiano recibió el título militar de speculator. Escrita en latín.

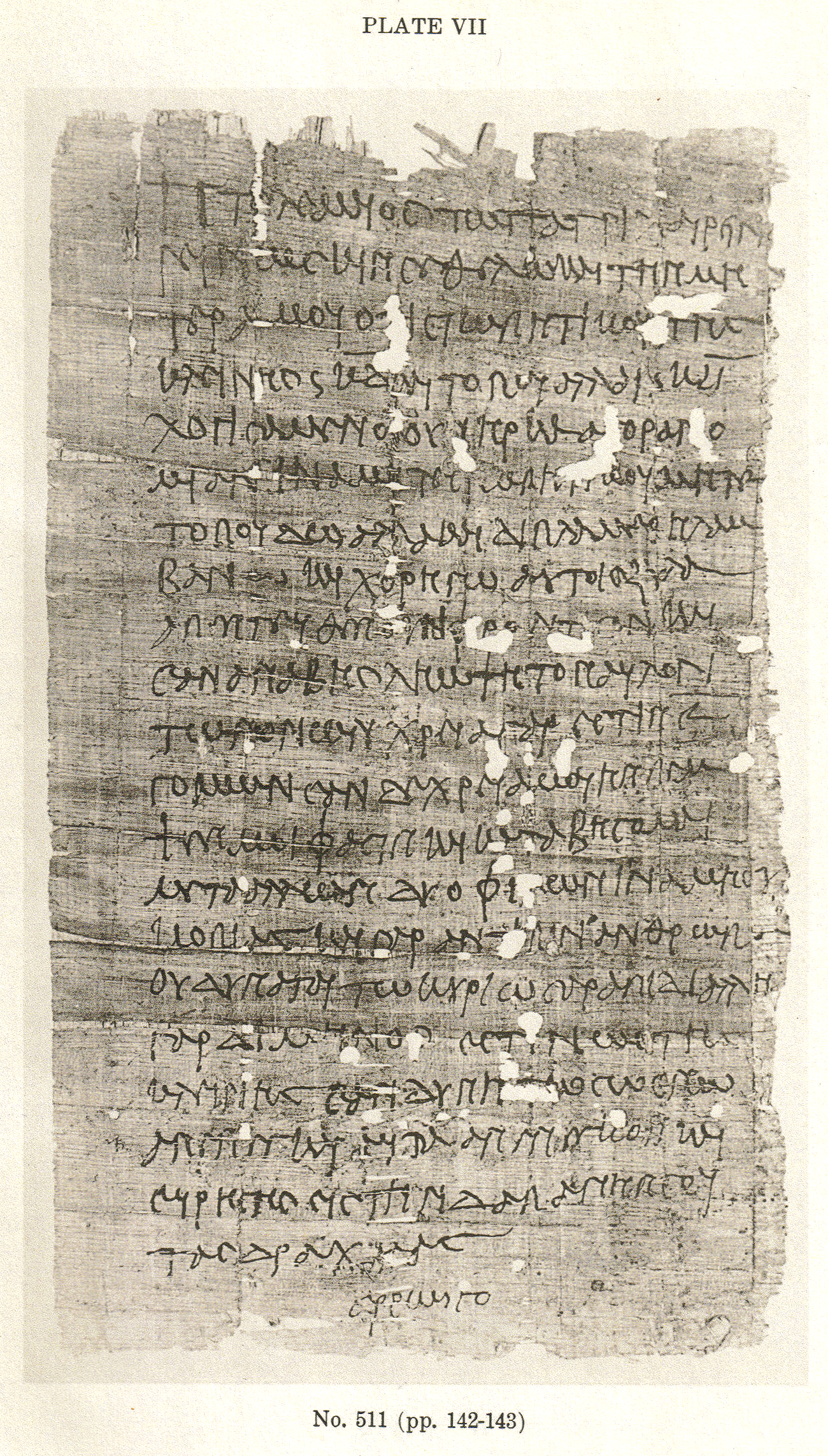
Carta de Prolemeo en la que se refiere a un banquete de culto en honor de Sarapis. En griego.

Los papiros excavados son históricamente significativos porque provienen del mismo lugar y época, todos datan del período comprendido entre el reinado de Diocleciano y los años 370. Además, dado que Karanis es una ciudad relativamente pobre, los documentos y artefactos excavados «[proporcionan] un microcosmos de la vida tal como la vivía la gente común en Egipto bajo el dominio griego y romano», y proporcionan evidencia de toda la relación de Egipto con el imperio romano. Los papiros contienen principalmente registros de impuestos, que es la forma en que los arqueólogos han determinado que Karanis y sus veteranos eran en su mayoría agricultores pobres y autosuficientes que no tenían mucho contacto con otras ciudades de la región.

### Excavaciones
Estas excavaciones fueron extremadamente problemáticas por decir lo menos. A finales del siglo XIX y principios del XX, los agricultores «obtenían permisos para extraer tierra del montículo de Karanis para utilizarla como fertilizante (sebaj)», y la descomposición orgánica hacía que el suelo fuera muy rico.

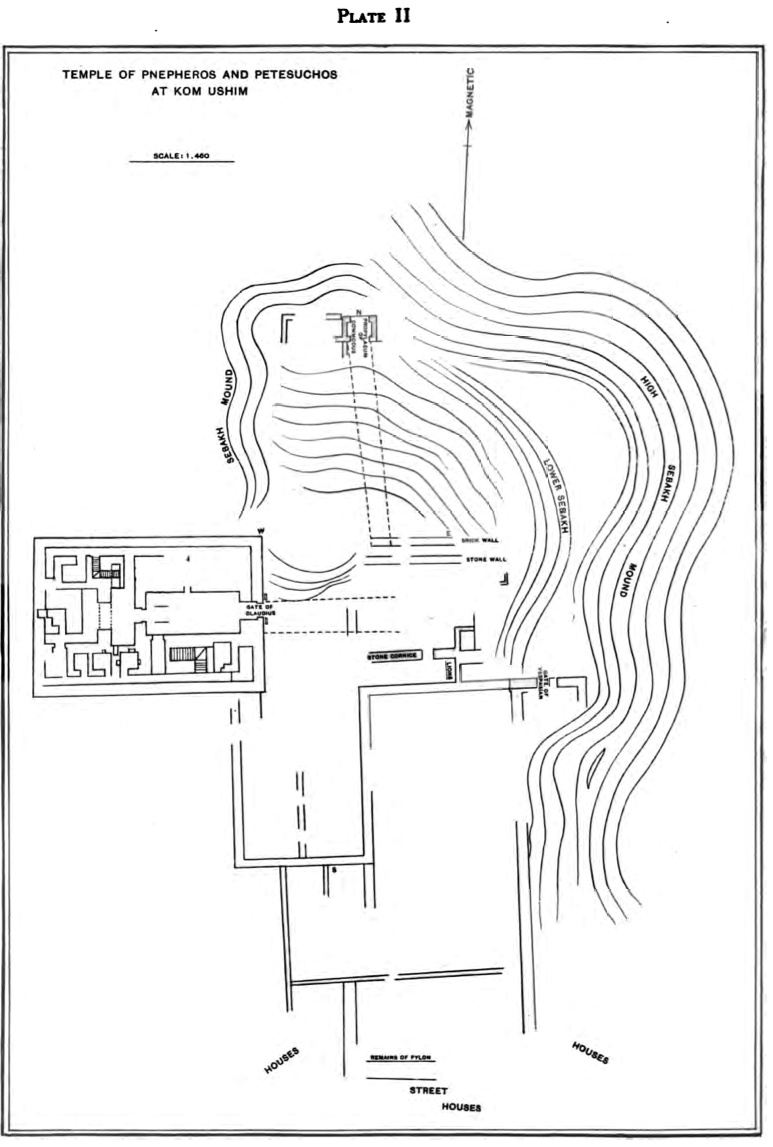
Dibujo del Templo Sur de la excavación Grenfell-Hunt en 1895. Al no encontrar papiros ni evidencia existente de la época faraónica, Grenfell y Hunt se mudaron a otras áreas del Fayún.

La primera excavación real fue realizada en 1895 por los ingleses Bernard Pyne Grenfell y Arthur Surridge Hunt, aunque sintieron que el área había sido demasiado saqueada para producir algo de mucho valor. En ese momento, la arqueología como una búsqueda del conocimiento era completamente desconocida, y los papiros y otros artefactos se trataban más como elementos para coleccionar. También durante este tiempo (es decir, a fines del siglo XIX y principios del XX), los excavadores estaban interesados casi exclusivamente en artefactos que datan de las dinastías más antiguas, y los sitios grecorromanos como Karanis continuaron siendo saqueados para producir sebaj hasta que Francis W. Kelsey, un profesor de lengua y literatura latinas en la Universidad de Míchigan, observó esta devastación y recibió subvenciones para buscar un sitio de excavación en 1924. Comenzando las excavaciones de Karanis en 1925, su objetivo era «aumentar el conocimiento exacto en lugar de acumular colecciones», con un enfoque en la gente común. Los papiros recolectados son ahora parte de la Colección de Papiros de la Universidad de Míchigan. Las excavaciones más recientes han sido realizadas por la Universidad de El Cairo, el Instituto Francés de Arqueología Oriental y, durante los últimos años, por una colaboración combinada de UCLA y la Universidad de Groningen.